# Ting Jellinge Kirke
Ting Jellinge Kirke ligger i Ting Jellinge Sogn, Næstved Provsti, Roskilde Stift i Næstved Kommune.